# Parafia św. Michała Archanioła w Gnieźnie
Parafia św. Michała Archanioła w Gnieźnie – rzymskokatolicka parafia znajdująca się w dekanacie Gniezno II, w archidiecezji gnieźnieńskiej.

## Historia
Pierwsze wzmianki o powstałej przy kościele wybudowanym ok. 1040 parafii pochodzą z 1316. Nowy kościół wzniesiono po drugiej połowie XIV w. Po jego spaleniu w 1316, odnowili Go parafianie. W 1806 wojska francuskie zmieniły kościół w magazyn siana i słomy. Kościół groził upadkiem, a w 1810 magistrat Gniezna, uznał kościół niezdatnym do reperacji. Kościół uratował proboszcz Michał Jasieniecki, a jego odbudowa trwała do 1815. Od dawna kościół był siedzibą dekanatu. Świątynia należała do dawnego przedmieścia Wójtostwa będącego do 1659, samodzielną jednostką administracyjną, istniejącą poza jurysdykcją miasta królewskiego, dopiero w XIX w. komunalnie z Gnieznem połączonej.
Obecny kościół pochodzi z epoki rozkwitu sztuki gotyckiej, tj. z przełomu XIX/XX w. Podobieństwo szczegółów, zachowanego w pierwotnym kształcie sklepienia prezbiterium, do naw bocznych katedry gnieźnieńskiej, uprawnia do wniosku, że kościół ten budowano w tym samym mniej więcej czasie, co nawy katedry gnieźnieńskiej, tj. w drugiej połowie XIV w.
Kościół w bryle gotyckiej, jest budowlą trzynawową, halową, orientowaną. Murowany z cegły w układzie polskim. Układ cegieł, na skutek wielokrotnych przeróbek, zatarty.
W prezbiterium, sklepienie krzyżowo-żebrowe, o żebrach zwornikach i wspornikach za sztucznego kamienia i dekoracją rzeźbiarską ze scenami polowań i figuralno-roślinną. Oba zworniki posiadają herb Jastrzębiec, być może abp. Gnieźnieńskiego Wojciecha Jastrzębca (+ 1436), drugiego prymasa Polski. Reszta świątyni otrzymała obecny kształt przy restauracji w latach 1811–1815. W nawach sklepienie korytkowe. Chór muzyczny wsparty na dwóch kolumnach z XIX w.
Na dachu kościoła znajduje się sygnaturka. Ślady gotycyzmu zachowały się, poza prezbiterium, tylko ostrołukiem nad kruchtą południową, która była otwartym przedsionkiem, i na zewnętrznych ścianach kościoła, od północy jednouskokowymi, a od południa dwuuskokowymi szkarpami. W zewnętrznej południowej ściany nawy i prezbiterium znajdują się dołki wiercone w cegle, pochodzące od tak zwanych świdrów ogniowych, w średniowieczu służących do krzesania rytualnego ognia w Wielką Sobotę.
W XIV w. przy kościele istniał szpital, a w pobliżu położony był targ skórny i ratusz.
W miejscu dawnej kruchty zachodniej, w 1900, staraniem ks. proboszcza A. Ussorowskiego, została dobudowana wieża neobarokowa, na której znajdują się trzy dzwony, jeden z 1820 i dwa z 1838. Nowszą kruchtę dobudowano od południa. Należy odnotować, że dnia 6 marca 1795 był w kościele abp. gnieźnieński Ignacy Krasicki, poeta i powieściopisarz.
Na zewnętrznej ścianie południowej i wschodniej kościoła, tablice upamiętniające pochowanych tu kapłanów i dobrodziejów kościoła, a pod krucyfiksem tablica upamiętniająca ks. Franciszka Napierałę, proboszcza tego kościoła, zamęczonego w 1942 w Dachau.
Kościół został poświęcony w 1521, a pamiątkę jego poświęcenia obchodzi się w ostatnią niedzielę października.
Uroczystości odpustowe, ku czci świętego Michała Archanioła, patrona tej parafii, są obchodzone 29 września.
Corocznie podczas uroczystości odpustowych św. Wojciecha przenosi się w procesji relikwie tego świętego, z Bazyliki Prymasowskiej, do tego kościoła, które nazajutrz po całonocnej adoracji Najświętszego Sakramentu, wracają w uroczystej procesji, na swoje miejsce. Od dawna była siedzibą dekanatu, którą w 1999 przeniesiono do parafii na Winiarach.